# (24546) Darnell
Pour les articles homonymes, voir Darnell.
(24546) Darnell est un astéroïde de la ceinture principale.

## Description
(24546) Darnell est un astéroïde de la ceinture principale. Il fut découvert le 19 février 2001 à Socorro (Nouveau-Mexique) par le projet LINEAR. Il présente une orbite caractérisée par un demi-grand axe de 2,53 UA, une excentricité de 0,10 et une inclinaison de 4,7° par rapport à l'écliptique.

## Compléments